# Philip Roth
Philip Milton Roth (Newark, Nova Jersey, 19 de março de 1933 – Nova Iorque, 22 de maio de 2018) foi um romancista norte-americano, considerado não apenas um dos mais importantes romancistas judeus de língua inglesa, mas também, segundo o crítico Harold Bloom, o maior contador de histórias americano depois de Faulkner. Para Bloom, “Roth é o culminar de um quebra-cabeça não resolvido na literatura judaica dos séculos XX e XXI. As influências complexas de Kafka e Freud e o mal-estar da vida judaico-americana produziu um novo tipo de síntese em Philip".

## Biografia
Entre as suas obras mais conhecidas encontra-se a colecção de contos Goodbye, Columbus (1959), a novela O Complexo de Portnoy (1969), e a sua trilogia americana, publicada na década de 1990, composta pelas novelas American Pastoral (1997), Casei com um comunista (1998) e A Marca Humana.[carece de fontes?]
Muitas das suas obras reflectem os problemas de assimilação e identidade dos judeus dos Estados Unidos, o que o vincula a outros autores estado-unidenses como Saul Bellow, laureado com o Nobel de Literatura de 1976, ou Bernard Malamud, que também tratam nas suas obras a experiência dos judeus norte-americanos.[carece de fontes?]
Grande parte da obra de Roth explora a natureza do desejo sexual e a autocompreensão. A marca registrada da sua ficção é o monólogo íntimo, dito com um humor amotinado e a energia histérica por vezes associada com as figuras do herói e narrador de O Complexo de Portnoy, a obra que o tornou conhecido.[carece de fontes?]
Recebeu o Prémio Pulitzer de Ficção por American Pastoral em 1998. É conhecido sobretudo por seu alter-ego, Nathan Zuckerman, protagonista de diversos de seus livros. É o único autor americano a ter suas obras completas publicadas em vida pela Library of America, que tem como missão editorial preservar as obras consideradas como parte da herança cultural americana.
Foi galardoado com o prestigioso Prémio Internacional Man Booker em 2011.
Em 2012, Roth foi o vencedor do Prêmio Príncipe das Astúrias de Literatura. Em outubro do mesmo ano, em entrevista à revista francesa Les Inrockutibles, anuncia que abandona a carreira de escritor, sendo Nêmesis o seu último trabalho.
Dedicou-se à produção da sua biografia escrita por Blake Bailey.
Faleceu aos 85 anos vítima de Insuficiência cardíaca em Nova Iorque.

## Obras

### Ficção
- Goodbye, Columbus (and Five Short Stories), 1959.
- When She Was Good, 1967.
- Portnoy's Complaint, 1969.
- Our Gang, 1971. (Com Tricky e seus amigos).
- The Breast, 1972.
- The Great American Novel, 1973.
- My Life as a Man, 1974.
- The Professor of Desire, 1977.
- The Ghost Writer, 1979.
- A Philip Roth Reader, 1980.
- Zuckerman Unbound, 1981.
- The Anatomy Lesson, 1983.
- Zuckerman Bound: A Trilogy and Epilogue, 1985.
- The Counterlife, 1986.
- The Facts: A Novelist's Autobiography, 1988.
- Deception: A Novel, 1990.
- Patrimony: A True Story, 1991.
- Operation Shylock: A Confession, 1993. Prémio PEN/Faulkner de Ficção (1994)
- Sabbath's Theater, 1995.
- The Prague Orgy, 1996. (Primeiramente publicado em 1985.)
- American Pastoral, 1997.
- I Married a Communist, 1998.
- The Human Stain, 2000.
- The Dying Animal, 2001.
- The Plot Against America: A Novel, 2004.
- Everyman, 2006.
- Exit Ghost, 2007.
- Indignation, 2008
- The Humbling, 2009
- Nemesis, 2010

### Não ficção
- Reading Myself and Others, 1975.
- Shop Talk: A Writer and His Colleagues and Their Work, 2001.

## Prêmios
- 1960 National Book Award por Goodbye, Columbus
- 1986 National Book Critics Circle Award por The Counterlife
- 1991 National Book Critics Circle Award por Patrimony
- 1994 Prémio PEN/Faulkner de Ficção por Operation Shylock
- 1995 National Book Award por Sabbath's Theater
- 1998 Prémio Pulitzer de Ficção por American Pastoral
- 1998 Ambassador Book Award of the English-Speaking Union por I Married a Communist
- 1998 National Medal of Arts
- 2000 Prix du Meilleur livre étranger por American Pastoral
- 2001 PEN/Faulkner Award por The Human Stain
- 2001 Gold Medal In Fiction de The American Academy of Arts and Letters
- 2001 WH Smith Literary Award por The Human Stain
- 2002 National Book Foundation's Award for Distinguished Contribution to American Letters
- 2002 Prix Médicis étranger (França) por The Human Stain
- 2003 Honorary Doctor of Letters degree da Universidade de Harvard
- 2005 Sidewise Award for Alternate History por The Plot Against America
- 2006 PEN/Nabokov Award por realização em vida
- 2007 PEN/Faulkner Award por Everyman
- 2007 PEN/Saul Bellow Award for Achievement in American Fiction

## Adaptações cinematográficas
- Goodbye, Columbus (1969)
- Portnoy's Complaint (1972)
- The Human Stain; (2003)
- Elegy, baseado no livro The Dying Animal (2008)
- The Humbling (2014)
- Indignation (2016)
- American Pastoral (2016)[9][10]
- The Ghost Writer (Filme de TV, 1984)